# Stars Dance
Stars Dance är det första soloalbumet av den amerikanska sångerskan Selena Gomez som släpptes den 19 juli 2013. Det är hennes fjärde album totalt.  Albumets första singel "Come & Get It" släpptes den 8 april 2013.

## Bakgrund
Efter tre års succé med bandet Selena Gomez & the Scene, tillkännagav Gomez att bandet skulle läggas på is och att de inte skulle släppa något nytt album 2012. Detta bekräftades när Gomez avslöjade via sin Facebook-sida att hon skulle ta en paus från musiken för att fokusera på skådespelarkarriären istället. Efter att ha tillbringat majoriteten av året med att arbeta på filmprojekt, började Gomez spela in nästa album i oktober 2012. Hon bekräftade senare det nya albumet under en intervju med Radio Disney samma månad.
Ryan Seacrest rapporterade vid ett tillfälle att Gomez jobbade på bandets fjärde studioalbum, men Gomez avslöjade senare att hon jobbade på sin solodebut. Den 15 april 2013 bekräftade Gomez att hon skulle åka ut på sin första världsturné, Stars Dance Tour. I juni tillkännagavs det att albumet skulle gå under titeln Stars Dance.
Gomez listar Britney Spears, Taylor Swift och Skrillex som sina tre främsta influenser till albumet.

## Låtlista
Information hämtad från iTunes.
| Nr  | Titel              | Kompositör                                                                                       | Producent(er)                                | Längd |
| --- | ------------------ | ------------------------------------------------------------------------------------------------ | -------------------------------------------- | ----- |
| 1.  | Birthday           | Crista Russo, Mike Del Rio, Jacob Kasher Hindlin                                                 | Mike Del Rio                                 | 3:20  |
| 2.  | Slow Down          | Lindy Robbins, Julia Michaels, Niles Hollowell-Dhar, David Kuncio, Freddy Wexler                 | The Cataracs, David Kuncio                   | 3:30  |
| 3.  | Stars Dance        | Antonina Armato, Tim James, Adam Schmalholz                                                      | Rock Mafia                                   | 3:37  |
| 4.  | Like A Champion    | Daniel James, Leah Haywood, Peter Thomas, Bebe Rexha, Mark Myrie, Leroy Sibbles                  | Dreamlab, Peter Thomas                       | 2:55  |
| 5.  | Come & Get It      | Ester Dean, Mikkel S. Eriksen, Tor E. Hermansen                                                  | Stargate                                     | 3:51  |
| 6.  | Forget Forever     | Jason Evigan, Clarence Coffee, Alexander Izquierdo, Jordan Johnson, Stefan Johnson, Marcus Lomax | The Monsters and The Strangerz, Jason Evigan | 4:11  |
| 7.  | Save The Day       | Mitch Allan, Jason Evigan, Livvi Franc                                                           | The Suspex                                   | 3:52  |
| 8.  | B.E.A.T.           | Wexler, Jai Marlon, Heather Jeanette Miley                                                       | Freddy Wexler, Jai Marlon                    | 3:05  |
| 9.  | Write Your Name    | D. James, Haywood, Arnthor Birgisson                                                             | Dreamlab                                     | 3:16  |
| 10. | Undercover         | Hollowell-Dhar, Robbins, Michaels, Rome Ramirez                                                  | The Cataracs                                 | 3:53  |
| 11. | Love Will Remember | Armato, Desmond Child, David Jost, T. James                                                      | Rock Mafia                                   | 3:31  |

| 12. | Nobody Does It Like You | Gomez, Toby Gad, Lindy Robbins           | Gad      | 3:56 |
| 13. | Music Feels Better      | Gomez, Haywood, D. James, Jeremy Coleman | Dreamlab | 3:10 |

| 12. | Nobody Does It Like You | Gomez, Toby Gad, Lindy Robbins                                                       | Gad      | 3:56 |
| 13. | Music Feels Better      | Gomez, Haywood, D. James, Jeremy Coleman                                             | Dreamlab | 3:10 |
| 14. | Lover in Me             | Gomez, James, Haywood, Brian Lee, Stuart Crichton                                    | Dreamlab | 3:27 |
| 15. | I Like It That Way      | Joshua Coleman, Rickard Göransson, Fransisca Hall, Kasher Hindlin, Alexander Vasquez | Ammo     | 4:11 |

Noter
- "Like a Champion" samplar Buju Bantons sång "Champion" från albumet 'Til Shiloh.

## Albumlistor
| Lista (2013)                        | Topplacering |
| ----------------------------------- | ------------ |
| Argentina (CAPIF)                   | 5            |
| Australien (ARIA Charts)            | 8            |
| Belgien (Flandern)                  | 5            |
| Belgien (Vallonien)                 | 10           |
| Brasilien (ABPD)                    | 7            |
| Danmark (Tracklisten)               | 2            |
| Finland (Finlands officiella lista) | 17           |
| Frankrike (SNEP)                    | 12           |
| Grekland (IFPI Greece)              | 33           |
| Irland (IRMA)                       | 9            |
| Italien (FIMI)                      | 4            |
| Kanada (Canadian Albums Chart)      | 1            |
| Mexiko (Top 100 Mexico)             | 1            |
| Nederländerna (MegaCharts)          | 10           |
| Norge (VG-lista)                    | 1            |
| Nya Zeeland (RIANZ)                 | 5            |
| Polen (Polish Music Charts)         | 5            |
| Portugal (AFP)                      | 2            |
| Schweiz (Swiss Music Charts)        | 6            |
| Skottland (Scottish Albums Chart)   | 13           |
| Spanien (PROMUSICAE)                | 4            |
| Storbritannien (UK Albums Chart)    | 14           |
| Sverige (Sverigetopplistan)         | 46           |
| Tjeckien (IFPI)                     | 18           |
| Tyskland (Media Control Charts)     | 4            |
| Ungern (Mahasz)                     | 25           |
| USA (Billboard 200)                 | 1            |
| Österrike (Ö3 Austria Top 40)       | 6            |

## Utgivningshistorik
| Land           | Datum             | Format                  | Skivbolag             |
| -------------- | ----------------- | ----------------------- | --------------------- |
| Nederländerna  | 19 juli 2013      | Digital nedladdning, CD | Universal Music       |
| Sverige        | 19 juli 2013      | Digital nedladdning, CD | Hollywood Records     |
| Brasilien      | 22 juli 2013      | Digital nedladdning, CD | Hollywood Records     |
| Frankrike      | 22 juli 2013      | Digital nedladdning, CD | Hollywood Records     |
| Mellanöstern   | 22 juli 2013      | Digital nedladdning, CD | Hollywood Records     |
| Storbritannien | 22 juli 2013      | Digital nedladdning, CD | Hollywood Records     |
| USA            | 23 juli 2013      | Digital nedladdning, CD | Hollywood Records     |
| Japan          | 25 september 2013 | Digital nedladdning, CD | Universal Music Japan |